# تیم دایمنشن دیتا
تیم دایمنشن دیتا فور کوبکا (کد یوسی‌آی: DDD) تیم جهانی دوچرخه‌سواری است که در آفریقای جنوبی قرار دارد. این تیم تا سال ۲۰۱۶ با نام ام‌تی‌ان–کوبکا شناخته می‌شد. نام تیم نشان می‌دهد که حامی مالی آن هلدینگ دایمنشن دیتا است و توسط بنیاد کوبکا (برنامهٔ خیریهٔ مؤسسهٔ خیریهٔ جهانی دوچرخه در آفریقای جنوبی) سازماندهی می‌شود.

## تاریخچه
تیم در سال ۲۰۰۷ بنیان‌گذاری شد و در سال ۲۰۰۸ به تیم قاره‌ای ارتقا یافت. در سال ۲۰۱۲ درخواست برای تبدیل به تیم حرفه‌ای قاره‌ای را ثبت کرد و در نوامبر ۲۰۱۲ توسط اتحادیه جهانی دوچرخه‌سواری به عنوان تیم حرفه‌ای قاره‌ای برای فصل ۲۰۱۳ به ثبت رسید.
نخستین پیروزی بزرگ تیم در میلان–سانرموی ۲۰۱۳ توسط گرالد تسیولک به دست آمد. نخستین دعوت به حضور تیم در گرند تورها در ووئلتا اسپانیای ۲۰۱۴ انجام شد. در ژوئیهٔ ۲۰۱۴ تیم اعلام کرد برای فصل ۲۰۱۵ از دوچرخه‌های سرویلو بهره خواهد گرفت.

### نخستین تیم آفریقایی در تور دو فرانس
سازمان ورزشی آموری در ۱۴ ژانویهٔ ۲۰۱۵ نام تیم‌های شرکت‌کننده در تور دو فرانس ۲۰۱۵ را اعلام کرد که در میان آن‌ها ام‌تی‌ان–کوبکا به عنوان نخستین تیم آفریقایی حاضر در تور، تاریخ‌ساز شد. نخستین پیروزی تیم در مرحلهٔ چهاردهم توسط استیو کومینگز به دست آمد. دومین پیروزی آن‌ها در گرند تورها یک ماه بعد در مرحلهٔ دهم ووئلتا اسپانیای ۲۰۱۵ توسط کریستیان اسبارالی کسب شد.
دانیل تکله‌هایمانوت در تور دو فرانس ۲۰۱۵ پیراهن کوهستان را برای چهار روز به تن داشت و نخستین رکابزن آفریقایی بود که به این افتخار دست یافت.

### حامی مالی تازه
در ژوئیهٔ ۲۰۱۵ ام‌تی‌ان اعلام کرد به حمایت مالی از تیم خاتمه می‌دهد. دو ماه بعد، دایمنشن دیتا به عنوان حامی مالی تازهٔ تیم معرفی شد. نام تیم نیز به «تیم دایمنشن دیتا فور کوبکا» تغییر یافت تا نشان دهندهٔ حمایت تیم از خیریهٔ کوبکا باشد.